# Albert Dormer
Albert Dormer (ur.  1925, zm. 18 marca 2014) – angielski brydżysta, działacz, pisarz i dziennikarz.
Albert Dormer działał w WBF. W okresie od 1982 do  1986 roku był asystentem prezydenta WBF. A oprócz tego:
- W latach 1988–1989 był członkiem Komitetu Kart Konwencyjnych WBF.
- W latach 1988–1989 był członkiem Komitetu Światowych Zawodów WBF.

W latach 1973–1980 był edytorem biuletynów IBPA.
Albert Dormer w roku 1982 został uhonorowany przez IBPA tytułem Osobowości Roku.
W latach 70 i 80 XX wieku był korespondentem brydżowym Agencji Reutera.
Albert Dormer jest autorem kilkunastu książek brydżowych.

## Wyniki brydżowe

### Zawody światowe
W światowych zawodach zdobył następujące lokaty:
| Mistrzostwa Świata. Konkurencja teamów | Mistrzostwa Świata. Konkurencja teamów | Mistrzostwa Świata. Konkurencja teamów | Mistrzostwa Świata. Konkurencja teamów | Mistrzostwa Świata. Konkurencja teamów | Mistrzostwa Świata. Konkurencja teamów |
| Rok                                    | Miejsce                                | Zawody                                 | Kategoria                              | Drużyna                                | Pozycja                                |
| -------------------------------------- | -------------------------------------- | -------------------------------------- | -------------------------------------- | -------------------------------------- | -------------------------------------- |
| 1994                                   | Albuquerque                            | 9. Mistrzostwa Świata                  | Seniorzy                               | Karani                                 | 16                                     |

| Mistrzostwa Świata. Konkurencja par | Mistrzostwa Świata. Konkurencja par | Mistrzostwa Świata. Konkurencja par | Mistrzostwa Świata. Konkurencja par | Mistrzostwa Świata. Konkurencja par | Mistrzostwa Świata. Konkurencja par |
| Rok                                 | Miejsce                             | Zawody                              | Kategoria                           | Partner                             | Pozycja                             |
| ----------------------------------- | ----------------------------------- | ----------------------------------- | ----------------------------------- | ----------------------------------- | ----------------------------------- |
| 1994                                | Albuquerque                         | 9. Mistrzostwa Świata               | Seniorzy                            | A Hiron                             | 9                                   |
| 1990                                | Genewa                              | 8. Mistrzostwa Świata               | Seniorzy                            | Alan Hiron                          | 1                                   |

## Klasyfikacja
- Albert Dormer – klasyfikacja WBF (ang.)
- Albert Dormer – klasyfikacja EBL (ang.)